# Preparctia biedermanni
Preparctia biedermanni är en fjärilsart som beskrevs av Bang-haas 1933. Preparctia biedermanni ingår i släktet Preparctia och familjen björnspinnare. Inga underarter finns listade i Catalogue of Life.